# Region Centralny (Rosja)
Centralny region ekonomiczny (ros. Центральный экономический район) – jeden z dwunastu regionów ekonomicznych Rosji.
Zajmuje płaską równinę w centrum europejskiej części Rosji o powierzchni 484 000 km ² z ludnością na poziomie 30,5 miliona (2002) i przy gęstości zaludnienia 63/km ². Ponad 80% ludności obszaru to mieszkańcy miast.

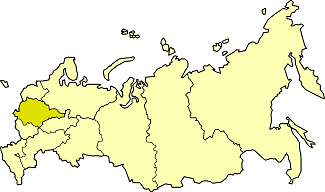
Położenie centralnego regionu ekonomicznego na mapie Rosji

Centrum przemysłowym regionu jest Moskwa z największymi zakładami przemysłowymi. Oprócz Moskwy, główne miasta to Niżny Nowogród, Smoleńsk, Jarosław, Włodzimierz, Tuła, Dzierżyńsk i Rybińsk.
Głównymi produktami przemysłowymi regionu są: samochody ciężarowe, statki, tabor kolejowy, obrabiarki, sprzęt elektroniczny, bawełna i tkaniny wełniane, chemikalia.
Obszar jest wysoko zurbanizowany. Z dużą liczbą dróg i infrastruktury kolejowej. Rzeki Wołga i Oka są głównymi szlakami wodnymi, a kanały Moskwa-Wołga i Don-Wołga zapewniają Moskwie spławne szlaki do Morza Kaspijskiego i Morza Bałtyckiego.

## Jednostki administracyjne regionu
- Obwód briański
- Obwód włodzimierski
- Obwód iwanowski
- Obwód kałuski
- Obwód kostromski
- miasto wydzielone Moskwa
- Obwód moskiewski
- Obwód orłowski
- Obwód riazański
- Obwód smoleński
- Obwód twerski
- Obwód tulski
- Obwód jarosławski

## Gospodarka

### Przemysł
Centralny region ekonomiczny specjalizuje się w budowie maszyn, przemyśle chemicznym i włókienniczym. Najbardziej charakterystycznymi uprawami na jego terenie są len, ziemniaki i warzywa. Oprócz upraw typowo rolniczym zajęciem jest hodowla bydła mlecznego.
Przemysł jest wysoko zaawansowany technologicznie. Występują tu wprawdzie przedsiębiorstwa zajmujące się przemysłem lekkim, produkujące instrumenty muzyczne, sprzęt elektroniczny i elektrotechniczny, ale przemysł regionu koncentruje się na fabrykach specjalizujące się w ciężkim przemyśle metalurgicznym, produkujące metalowe maszyny i narzędzia, kotły parowe, turbiny, agregaty prądotwórcze, silniki elektryczne.
Miasta Briańsk, Moskwa i Sierpuchow są centrami przemysłu samochodowego. Pociągi i wagony produkowane są w Kołomnie, Ludinowie i Muromiu. Centrum przemysłu stoczniowego w regionie jest Rybińsku. Ciągniki i inne maszyny rolnicze, są produkowane w Bieżecku, Lubiercach, Riazaniu, Tule, i Włodzimierzu.
Przemysł chemiczny obejmuje produkcję syntetycznych tworzyw sztucznych (w Moskwie, Nowomoskowsku, Oriechowie-Zujewie, Włodzimierz), włókien chemicznych (w Kliniu, Riazaniu, Twerze), żywicy, gumy i opon (w Moskwie, Jarosławiu, Jefremowie) i nawozów (w Dorohobożu, Nowomoskowsku, Szczokinie, Mytiszczi).
Tradycyjnym przemysłem regionu jest przemysł tekstylny, szerokiej gamy materiałów. Większość tej produkcji jest skoncentrowana w Iwanowie, Obwodzie kostromskim i w obwodzie moskiewskim.
Chociaż region importuje prawie całą ilość surowców potrzebnych do wytopu metali, metalurgia jest tu wysoko rozwinięta. Są tu zakłady metalurgiczne w Elektrostalu, Moskwie i w obwodzie tulskim.
Energia elektryczna jest generowana z paliw kopalnych i elektrowni atomowych. Paliwa kopalne (olej, gaz ziemny, węgiel) są przywożone z innych regionów Rosji (głównie z Republiki Komi, Powołża i zachodniej Syberii).
Inne gałęzie przemysłu występujące w regionie, to produkcja obuwia, wyrób ceramiki (w tym porcelany), szkła, cementu, materiałów budowlanych, a także produkcja żywności i przemysłu drzewny.

### Rolnictwo
Region leży w strefie klimatu umiarkowanego. Pozwala to na zachowanie dużej różnorodności upraw rolniczych. Wśród gleb występują głównie bielicoziemne i szare gleby leśne, melioracja i nawożenie są często stosowanymi rozwiązaniami w celu zwiększenia plonów.

### Zasoby naturalne
Wśród najczęściej wydobywanych zasobów naturalnych regionu znajdują się fosforyt, węgiel brunatny(w obwodzie moskiewskim) i torf (Moskwa, Twer i Obwód jarosławski).